# Semnolius brunneus
Semnolius brunneus is een spinnensoort in de taxonomische indeling van de springspinnen (Salticidae).
Het dier behoort tot het geslacht Semnolius. De wetenschappelijke naam van de soort werd voor het eerst geldig gepubliceerd in 1945 door Cândido Firmino de Mello-Leitão.